# Google Фото
Google Фото (Ґуґл Фото, з англ. Google Photos) — це сервіс від компанії Google, який призначений для зберігання, організації, демонстрації фотографій і відео. Існують спеціальні мобільні застосунки для iOS і Android, а також вебінтерфейс, який працює прямо в браузері.

## Історія
Сервіс Google Фото з'явився в результаті відділення від соціальної мережі Google+. Google Фото був представлений на конференції розробників Google I / O 2015 року, в той же день була запущена вебверсія, а також додатки для iOS і Android.

## Місце для зберігання
Google Фото надає необмежений простір для зберігання фотографій до 16 МП і відео з роздільною здатністю до 1080p. Для користувачів Mac і PC передбачена утиліта автозавантаження, але перегляд фото проводиться через браузер.

## Пошук
Google Фото надає великі можливості з пошуку і сортування потрібних фотографій і відео. Завантажений в сервіс контент сортується за різними критеріями: місце зйомки, особи й об'єкти, зображені на фото або відео. Також можливо вручну сортувати фото або відео за альбомами.
У квітні 2016 року оновлення Google Фото поліпшило пошук по фотографіях.

## Функції

### Завантаження файлів
Google Фото надає великі можливості з пошуку і сортування потрібних фотографій і відео. Завантажений в сервіс контент сортується за різними критеріями: місце зйомки, особи й об'єкти, зображені на фото або відео. Також можливо вручну сортувати фото або відео за альбомами.
У квітні 2016 року оновлення Google Фото поліпшило пошук по фотографіях.

### Необмежене місце для зберігання фотографій
Сервіс може використовуватися як фотохостинг з необмеженим місцем для зберігання файлів. Для цього достатньо в налаштуваннях Google Photos включити збереження файлів у високій якості. Користувачу дозволяється зберігати необмежену кількість фото і відео, знятих за допомогою телефону або камери з роздільною здатністю не більше 16 Мп. Цього цілком достатньо для більшості пересічних цілей, в тому числі друку фотографій.

### Визначення дублікатів
Якщо серед завантажених фото виявляться дублікати, то Google Photos автоматично їх виявить і залишить тільки один екземпляр. При цьому розумні алгоритми сервісу здатні виявляти ідентичні картинки не тільки за допомогою аналізу EXIF, але і шляхом порівняння відображених об'єктів.

### Виділення файлів
У вебінтерфейсі Google Photos працюють ті ж правила виділення, що і в більшості файлових менеджерів. Для виділення безлічі зображень досить просто клацнути на перше, а потім на останнє, але вже з затиснутою клавішею Shift. А якщо необхідно виділити зображення врозкид, то потрібно клікати по них з затиснутою клавішею Ctrl.

### Автокреатив[1]
Ще одна унікальна функція Google Photos, яка полягає в тому, що сервіс автоматично створює з фотографій різні анімації, колажі, панорами і фільми. Для демонстрації результатів цієї цифрової творчості існує спеціальний розділ «Асистент», де можна переглянути та зберегти роботи, які сподобалися.

### Вбудований редактор
Функція дозволяє вручну коригувати зображення з допомогою повзунків яскравості, контрастності і кольоровості. Також є кнопка автоматичної корекції. Крім цього, можна застосувати до фотографій ефекти, а також обрізати або повернути зображення.

### Видалення файлів
При видаленні файлів з Google Photos при включеному автозавантаженні і синхронізації вони одночасно будуть видалені з усіх пристроїв користувача, на яких встановлений клієнт цього сервісу. Однак вони видаляються не відразу, а потрапляють попередньо в кошик, звідки їх можна відновити. Файли зберігаються в кошику протягом 60 днів, після чого видаляються остаточно.

### Sharing
Можна ділитися фотографіями з Google Photos в соціальних мережах або просто відправивши посилання будь-яким зручним способом. Для цього треба виділити один або безліч знімків, а потім натиснути на кнопку шерингу на верхній панелі інструментів. Таким же чином можна відправити посилання на цілий альбом.